# Partijlijstenstelsel
Een partijlijstenstelsel is een systeem van evenredige vertegenwoordiging gebaseerd op vooraf geregistreerde politieke partijen of fracties, waarbij elke groepering een bepaald aantal zetels toegewezen krijgt dat ongeveer evenredig is aan hun aandeel in de stemmen.
In deze kiessystemen leveren partijen lijsten aan met kandidaten die gekozen moeten worden, of kunnen kandidaten hun lidmaatschap van een politieke partij aangeven (in sommige open-lijstensystemen). De zetels worden door de verkiezingsautoriteiten aan elke partij toegewezen, in verhouding tot het aantal stemmen dat de partij krijgt. Kiezers kunnen stemmen op partijen, zoals in Spanje, Turkije en Israël (gesloten lijsten); of op kandidaten waarvan de stemmentotalen worden samengevoegd tot partijen, zoals in Finland, Brazilië en Nederland.

## Stemmen
Bij de meeste lijstensystemen steunt een kiezer slechts één kandidaat van één partij. Bij vrije lijstensystemen kunnen kiezers meer dan één kandidaat binnen een partijlijst steunen. Bij sommige open lijstenstelsels kunnen kiezers verschillende kandidaten op meerdere lijsten steunen. Dit wordt panacheren genoemd.

## Selectie van partijkandidaten
De volgorde waarin de kandidaten op de lijst van een partij worden gekozen, kan vooraf worden bepaald door een methode die intern binnen de partij of de kandidaten plaatsvindt (een gesloten lijstensysteem), door de kiezers in het algemeen (een open lijstensysteem) of een combinatie van beide (een hybride lijstensysteem).

### Gesloten lijst
Bij een gesloten lijstenstelsel heeft elke politieke partij vooraf besloten wie de zetels krijgt die bij de verkiezingen aan die partij worden toegewezen. Dat betekent dat de kandidaten die het hoogst op de lijst staan, altijd een zetel in het parlement krijgen, terwijl de kandidaten die heel laag op de gesloten lijst staan, dat niet krijgen. Kiezers stemmen alleen op de partij, niet op individuele kandidaten.

### Open lijst
Een open personenstelsel is een variant van een partijlijst waarbij kiezers ten minste enige invloed hebben op de volgorde waarin de kandidaten van een partij worden gekozen. Open lijsten kunnen variëren van relatief gesloten, waarbij een kandidaat slechts met een bepaald aantal stemmen een vooraf bepaalde lijst kan beklimmen, tot volledig open, waarbij de volgorde van de lijst volledig afhankelijk is van het aantal stemmen dat elke individuele kandidaat krijgt.

### Hybride lijst
Een hybride lijst combineert kenmerken van open en gesloten lijsten binnen een systeem van evenredige vertegenwoordiging. Kiezers kunnen voorkeurstemmen uitbrengen op individuele kandidaten (open lijst) of een partij (gesloten lijst). Zowel de partijvolgorde als de voorkeursstemmen bepalen wie wordt gekozen. Dit biedt zowel invloed aan de kiezer als regie aan de partij.

## Verdeling van partijzetels
De omvang van kiesdistricten (het aantal zetels per district) is, naast de toewijzingsformule, een cruciale factor in hoe evenredig een kiesstelsel is. Grotere kiesdistricten zorgen doorgaans voor een hogere mate van (nationale) evenredigheid, omdat er meer zetels beschikbaar zijn om de stemmen evenredig te verdelen. De maximale nationale evenredigheid wordt bereikt wanneer er geen districtenstelsel gebruikt wordt en het hele land als één nationaal kiesdistrict fungeert. Dit gaat echter ten koste van de lokale of regionale evenredigheid, omdat kiezers minder directe invloed hebben op de vertegenwoordiging van hun eigen regio.
Evenredige vertegenwoordiging op basis van lokale kieslijsten kan worden aangevuld met nationale correctiemechanismen, zoals vereffeningszetels en de dubbelevenredige zetelverdeling. Deze methoden corrigeren eventuele afwijkingen in de verdeling van zetels, zodat de nationale stemverhouding beter wordt weerspiegeld, terwijl lokale kieslijsten de regionale binding en vertegenwoordiging versterken.
In sommige landen werkt het kiesstelsel op twee niveaus: via een nationale kieslijst voor partijen, terwijl de kandidaten via kiesdistricten verkozen worden. Hierbij worden de lokale partijlijsten gezien als onderdeel van de overkoepelende nationale lijsten. In dit geval is de omvang van de lokale kiesdistricten niet relevant, aangezien de zetelverdeling op nationaal niveau wordt berekend.

## Verdelingsmethoden
Er bestaan veel variaties in de zetelverdeling binnen de evenredige vertegenwoordiging per partijlijst. Verschillende verdelingsmethoden ronden op verschillende wijzen af en kunnen zo soms grotere partijen bevoordelen:
- D'Hondt-methode (bevooroordeeld ten gunste van grote partijen) [6]
- Sainte-Laguë-methode (ongeveer onbevooroordeeld)
- Grootste-overschottenmethode (ongeveer onbevooroordeeld)

De verdelingsmethoden kunnen in twee categorieën worden ingedeeld:
- De methode van de hoogste gemiddelden (of delermethode), inclusief de D'Hondt-methode, wordt gebruikt in Armenië, Oostenrijk, Brazilië, Bulgarije, Cambodja, Kroatië, Estland, Finland, Polen en Spanje; en de Sainte-Laguë-methode wordt gebruikt in Indonesië, Nieuw-Zeeland, Noorwegen en Zweden.
- De grootste-overschottenmethode, waaronder het Hare-quotum wordt gebruikt in Denemarken bij het verdelen van vereffeningszetels.

## Voorbeeld
Hieronder zie je hoe verschillende verdelingsmethoden verschillende resultaten opleveren bij de verdeling van 100 zetels. De methode van Sainte Laguë levert hier hetzelfde resultaat op (hoewel dit niet altijd het geval is) als de methode van grootste overschotten. Merk op hoe de D'Hondt-methode de grootste partij bevoordeelt door een eerlijke verdeling van 35,90 (van partij A) af te ronden naar 37 zetels terwijl het 11,58 (van partij D) naar beneden afrondt naar 11 zetels.
| Partij | Stemmen | Evenredig aandeel | Overschot | Overschot | Grootste overschotten                                   | Grootste overschotten                                   | Grootste gemiddelden                                        | Grootste gemiddelden                                        | Grootste gemiddelden                                          | Grootste gemiddelden                                          |
| Partij | Stemmen | Evenredig aandeel | Overschot | Overschot | Hare                                                    | Hare                                                    | D'Hondt                                                     | D'Hondt                                                     | Sainte-Laguë                                                  | Sainte-Laguë                                                  |
| Partij | Stemmen | Evenredig aandeel | Overschot | Overschot | {\displaystyle {\frac {\text{stemmen}}{\text{zetels}}}} | {\displaystyle {\frac {\text{stemmen}}{\text{zetels}}}} | {\displaystyle {\frac {\text{stemmen}}{{\text{zetels}}+1}}} | {\displaystyle {\frac {\text{stemmen}}{{\text{zetels}}+1}}} | {\displaystyle {\frac {\text{stemmen}}{{\text{2*zetels}}+1}}} | {\displaystyle {\frac {\text{stemmen}}{{\text{2*zetels}}+1}}} |
| Partij | Stemmen | Evenredig aandeel | Breuk     | Restant   | Restzetels                                              | Totaal                                                  | Restzetels                                                  | Totaal                                                      | Restzetels                                                    | Totaal                                                        |
| ------ | ------- | ----------------- | --------- | --------- | ------------------------------------------------------- | ------------------------------------------------------- | ----------------------------------------------------------- | ----------------------------------------------------------- | ------------------------------------------------------------- | ------------------------------------------------------------- |
| A      | 1017    | 35,90             | 0,90      | 25        | 1                                                       | 36                                                      | 2 ▲                                                         | 37                                                          | 1                                                             | 36                                                            |
| B      | 1000    | 35,30             | 0,30      | 8         |                                                         | 35                                                      | 1 ▲                                                         | 36                                                          |                                                               | 35                                                            |
| C      | 383     | 13,52             | 0,52      | 15        | 1                                                       | 14                                                      | 0 ▼                                                         | 13                                                          | 1                                                             | 14                                                            |
| D      | 328     | 11,58             | 0,58      | 16        | 1                                                       | 12                                                      | 0 ▼                                                         | 11                                                          | 1                                                             | 12                                                            |
| E      | 63      | 2,22              | 0,22      | 6         |                                                         | 2                                                       |                                                             | 2                                                           |                                                               | 2                                                             |
| F      | 42      | 1,48              | 0,48      | 14        |                                                         | 1                                                       |                                                             | 1                                                           |                                                               | 1                                                             |
| Totaal | 2833    | 100               | Zetels    | Zetels    | 3                                                       | 100                                                     | 3                                                           | 100                                                         | 3                                                             | 100                                                           |